# Arbeitsstelle Bertolt Brecht
Die Arbeitsstelle Bertolt Brecht (ABB) am Institut für Germanistik (vormals Institut für Literaturwissenschaft) am Karlsruher Institut für Technologie (vormals Universität Karlsruhe) besteht seit 1989. Die damalige Aufgabenstellung war geprägt von der Edition der Großen kommentierten Berliner und Frankfurter Ausgabe der Werke Brechts in 30 Bänden (GBA) als Gemeinschaftsausgabe des westdeutschen Suhrkamp Verlags und des ostdeutschen Aufbau-Verlags. Herausgeber waren Werner Hecht und Werner Mittenzwei sowie Klaus-Detlef Müller und Jan Knopf.
Nach der Abwicklung des Berliner Brecht-Zentrums 1990/1991 entwickelte sich die ABB zum Zentrum der Brecht-Forschung im deutschsprachigen Raum und zu einer wichtigen Anlaufstelle für Brecht-Forschende im In- und Ausland.

## Bestände
Die ABB verfügt über eine (private) Spezialbibliothek zu Bertolt Brecht, die ca. 1400 Bände umfasst. Darunter befinden sich die bisherigen Ausgaben Gesammelter Werke Brechts, einige, z. T. wertvolle Erstausgaben, die wesentliche Sekundärliteratur zu Brecht sowie viele Nachschlagewerke (von der Volkskunde über die Bibelkonkordanz bis zu Verbrecher-Lexika, Sport-Lexika oder Wörterbüchern zur Wirtschaft, Philosophie etc.). Darüber hinaus verfügt die ABB in ihren Räumen über das äußerst umfangreiche Material, das für die Edition der Lyrik (fünf Bände) und der Kurzprosa (drei Bände) notwendig war. Das weitaus meiste Material stammt aus dem Bertolt-Brecht-Archiv (BBA) in Berlin: Kopien der Textüberlieferungen (zum internen Gebrauch), die der ABB als Dauerleihgaben zur Verfügung gestellt worden sind. Hinzu kommen die Erstdrucke, meist in Kopien, die aus aller Welt zusammengesammelt wurden, Zeitdokumente (aus der ganzen Weltgeschichte), die für den Kommentar (Entstehungsgeschichte) notwendig waren, Quellen und Vorlagen, welche die bei Brecht verarbeitete Weltliteratur betreffen (vom alten China und von der klassischen Antike über Shelley, Shakespeare bis zu Sinclair, Mao Zedong oder Johannes R. Becher), die ebenfalls für die Kommentierung benötigt wurden. Diese Bestände konnten im Jahr 2000 durch den Ankauf des gesamten Materials ergänzt werden, das Werner Hecht mit seinem Mitarbeiterstab am Brecht-Zentrum der DDR sowohl für seine Arbeiten an der GBA (Bände 21–27) als auch für seine monumentale Brecht Chronik verwendet hat. Diese Dokumenten-Sammlung zu Brechts Werk, die um weiteres Material aus Berlin (zur Biographie, zu den Schriften sowie zu den diversen Journalen, die Brecht geführt hat) erweitert ist, beruht auf dem neuesten Forschungsstand und ist – sowohl, was ihren Umfang angeht, als auch hinsichtlich ihrer Vollständigkeit – einzigartig.

## Projekte

### Arbeit an derGroßen kommentierten Berliner und Frankfurter Ausgabe der Werke Brechts in 30 Bänden (GBA)
Die ABB ist an der Ausgabe neben der herausgeberischen und gutachterlichen Tätigkeit mit der Erarbeitung von acht Bänden (Gedichte 1–5, Prosa 3–5) beteiligt. 1988 erscheinen die ersten drei Bände, darunter Gedichte 1 (Band 11) aus Karlsruhe. Mit dem Erscheinen des Registerbandes im Jahr 2000 ist die Arbeit an der GBA abgeschlossen, es liegen damit 33 Teilbände mit ca. 20 000 Seiten vor.

### Arbeit amBrecht Handbuch
Bei einer dreitägigen Konferenz im Mai 1999 in Karlsruhe beschließt der wissenschaftliche Beirat am Projekt Brecht-Handbuch in fünf Bänden (14 Wissenschaftler aus drei Ländern) die endgültige Realisierung des Projekts. Herausgabe und Redaktion liegen in der ABB. Band 5 des Brecht-Handbuchs erscheint im September 2003. Mit ihm ist das Projekt abgeschlossen. Am Brecht-Handbuch haben 61 Wissenschaftler aus acht Ländern mitgearbeitet. Sie haben über 250 Artikel auf über 2500 Seiten verfasst. Brecht hat damit den Status des zweiten großen Dichters neben Goethe erhalten. Am 22. September veranstalten der Suhrkamp Verlag, der Aufbau-Verlag sowie der Verlag J.B. Metzler gemeinsam einen Brecht-Abend in der Akademie der Künste zu Berlin, um die Sonderausgabe der GBA und das Brecht-Handbuch der Öffentlichkeit vorzustellen Es sprechen unter anderen Jan Knopf, Joachim Lucchesi und Erdmut Wizisla.

### Brechts Werk in der SuhrkampBasisBibliothek
In enger Zusammenarbeit mit dem Suhrkamp Verlag entstehen in freier Mitarbeit 13 Bände der Suhrkamp Basis Bibliothek zu Brechts Werk an der ABB. Im November 2003 erscheint der erste Band zum ’’Kaukasischen Kreidekreis’’, 2006 ist die Reihe mit ’’Mahagonny’’ abgeschlossen.

## Internationale Beziehungen
Die ABB ist inzwischen international bekannt und wird von vielen Gästen aus den USA, China, Japan, Korea, Indien u. a. aufgesucht und auch, z. T. über längere Zeit, als Arbeitsstätte genutzt (Humboldt-Stipendiaten). Der Leiter erhielt u. a. Einladungen nach Korea, Japan, China (jeweils mehrfach), Indien, Chile, in die Ukraine, nach Italien, Griechenland, Belgien, Frankreich, England und Dänemark. Besonders eng sind die Beziehungen zu Korea und der dortigen Koreanischen Brecht-Gesellschaft mit einem 2007 eröffneten Bertolt Brecht Zentrum Korea. Mit dieser Gesellschaft zusammen sind mehrere gemeinsame Buch-Publikationen realisiert worden. Drei Symposien, von denen die ABB zwei geleitet hat, fanden zwischen 1991 und 1998 in Seoul statt. Überdies gibt es einen Partnerschaftsvertrag zwischen der Chosun University in Kwang-ju und der ABB.